# Thuyên tắc động mạch phổi
Thuyên tắc động mạch phổi, hay tắc mạch phổi, thuyên tắc phổi  là một tình trạng tắc động mạch phổi hay một trong các nhánh của nó gây ra do các chất di chuyển từ các nơi khác nhau của cơ thể qua dòng máu đến gây tắc ở phổi. Tình trạng này thường gây ra bởi một cục huyết khối có nguồn gốc từ hệ tĩnh mạch sâu ở chân, tiến trình này được gọi bằng thuật ngữ nghẽn tĩnh mạch huyết khối. Một phần nhỏ của các trường hợp thuyên tắc phổi là do sự nghẽn mạch do khí, nghẽn mạch do mỡ hay tắc mạch ối. Sự cản trở dòng máu đến phổi và tăng áp suất tâm thất phải của tim dẫn đến hội chứng và các dấu hiệu thuyên tắc phổi. Nguy cơ thuyên tắc phổi gia tăng trong nhiều trường hợp khác nhau, như ung thư và bất động kéo dài.
Các triệu chứng của thuyên tắc phổi bao gồm khó thở, đau ngực thì hít vào và đánh trống ngực. Các dấu hiệu lâm sàng bao gồm nồng độ bão hòa oxy trong máu thấp, chứng xanh tím, nhịp thở nhanh, và nhịp tim nhanh. Các trường hợp thuyên tắc phổi nặng có thể dẫn đến hôn mê, choáng, và ngưng tim.